# Simeon Nwankwo
Simeon Tochukwu Nwankwo, detto Simy (Onitsha, 7 maggio 1992), è un calciatore nigeriano, di ruolo attaccante, svincolato.
Primo calciatore africano di sempre ad aver vinto la classifica marcatori in un campionato professionistico italiano (Serie B 2019-2020), con 66 reti (30 in Serie A, 34 in Serie B e 2 in Coppa Italia) è il miglior marcatore nella storia del Crotone. Con 20 gol nel campionato di Serie A 2020-2021 è diventato il secondo calciatore africano, dopo Samuel Eto'o nella stagione 2010-2011 (21) e oltre a Victor Osimhen, ad aver segnato almeno 20 reti in una singola stagione della massima serie italiana.

## Biografia
Nasce a Onitsha da una famiglia di etnia Igbo.
Il 27 marzo 2021 il sindaco di Crotone Vincenzo Voce assegna a titolo simbolico, come segno della lotta contro ogni forma di intolleranza, violenza fisica e verbale e razzismo, la cittadinanza onoraria della città al figlio del calciatore, nato in Italia, a seguito di un episodio di cyber-razzismo in cui un utente su Instagram ha augurato al figlio un tumore al pancreas.

## Caratteristiche tecniche
È un centravanti sontuoso fisicamente, abile nel gioco aereo grazie ai suoi 198 cm, dotato di buon senso della posizione e con buone doti di scatto. Ha un'andatura dinoccolata ed è bravo ad arrivare sui palloni difficili per i difensori.

## Carriera

### Club

#### Portimonense
Inizia la carriera calcistica in patria, nel vivaio del Guo. Trasferitosi in Portogallo, nelle giovanili della Portimonense, approda in prima squadra nel 2011 ed il 21 agosto gioca la sua prima partita in Segunda Liga. Segna il suo primo gol con il Portimonense il 7 agosto 2011, in Coppa di Lega, nella partita pareggiata per 1-1 in casa contro l'Atlètico CP. Termina l'esperienza al Portimonense dopo due stagioni, con 68 presenze e 19 reti segnate.

#### Gil Vicente
Nel luglio del 2013 passa al Gil Vicente, in Primeira Liga, con cui esordisce nel massimo campionato nazionale il 18 agosto, nella partita vinta per 2-0 in casa contro l'Académica. I primi gol nella massima serie arrivano nella stagione successiva, il 28 settembre 2014, nella sconfitta esterna per 3-2 contro il Boavista. Alla sua terza stagione, nel 2015-2016, vince il titolo di capocannoniere della Segunda Liga grazie a 20 gol segnati in 43 gare. Nelle tre stagioni gioca in totale 103 volte segnando 31 gol.

#### Crotone
Nel luglio del 2016 firma per il Crotone, neopromosso in Serie A. Esordisce il 14 agosto, segnando al Verona in Coppa Italia. Realizza la sua prima rete in campionato nella sconfitta casalinga (1-3) del 26 settembre contro l'Atalanta. Segna 3 gol nell'annata chiusasi con la salvezza, che i calabresi raggiungono all'ultima giornata.
Durante la seconda stagione trova inizialmente poco spazio, a causa della concorrenza di Budimir; diviene poi titolare in aprile, a seguito dell'infortunio del croato, e realizza nel corso del mese 5 gol, tra cui uno in rovesciata nella partita pareggiata per 1-1 in casa contro la Juventus, oltre alla sua prima doppietta in Serie A, nel successo casalingo per 4-1 contro il Sassuolo. La formazione calabrese non riesce tuttavia a replicare la salvezza, dato che retrocede in B dopo l'ultima giornata.
Nel 2018-2019 mette a segno 14 reti nel torneo cadetto, con i rossoblù che si posizionano a metà classifica. Nella stagione 2019-20 il Crotone si classifica al secondo posto e ottiene la promozione diretta in Serie A, al termine di una stagione in cui Simy si aggiudica il titolo di capocannoniere del campionato con 20 reti: diventa il primo calciatore africano a vincere la classifica dei marcatori di un campionato italiano professionistico.
Nella stagione seguente, tornato nella massima categoria, va in rete con regolarità. Il 7 marzo 2021, con una doppietta decisiva per la vittoria casalinga per 4-2 ai danni del Torino, diventa il migliore marcatore nella storia del Crotone, superando Andrea Deflorio. Il 12 marzo 2021, con la doppietta realizzata nella partita persa contro la Lazio per 3-2 all'Olimpico, diviene, con 12 reti, il secondo calciatore nigeriano che ha segnato più gol in una singola stagione di Serie A, battendo il record che apparteneva a Obafemi Martins, fermatosi a quota 11 reti, record poi battuto da Victor Osimhen con 26 marcature nel 2022/2023. Il 24 aprile 2021 supera un altro record appartenuto fino ad allora a Martins, diventando, grazie alla doppietta segnata contro il Parma, il calciatore nigeriano più prolifico nella storia della Serie A, toccando quota 29 reti complessive. Il 16 maggio, andando in gol alla penultima giornata sul campo del Benevento, diviene il secondo africano dopo Samuel Eto'o a segnare 20 gol in una stagione del campionato italiano di Serie A.

#### Salernitana e prestiti a Parma e Benevento
Il 19 agosto 2021 viene ceduto in prestito con obbligo di riscatto alla Salernitana, facendo il suo esordio in granata alla prima di campionato contro il Bologna. Il 16 ottobre segna la sua prima rete con i granata, portando momentaneamente in vantaggio la sua squadra nella trasferta in casa dello Spezia, poi persa per 2-1. Il 9 gennaio 2022, dopo la vittoria contro il Verona, è scattato l'obbligo di riscatto legato al primo punto della Salernitana nel girone di ritorno.
Il 31 gennaio 2022 viene ceduto in prestito con diritto di riscatto al Parma. Il 5 febbraio esordisce con i ducali nella partita in casa del Benevento, pareggiata per 0-0. Dieci giorni dopo segna la sua prima rete con la sua nuova squadra, nella sconfitta per 3-1 in casa della Cremonese.
Il 1º settembre 2022 passa, a titolo temporaneo, al Benevento. Ha debuttato ufficialmente in Serie B con le streghe due giorni dopo la firma in una gara vinta in trasferta per 2-0 contro il Venezia. La sua stagione sarà del tutto sotto le aspettative, con l'attaccante nigeriano che in 22 presenze totali non riuscirà ad andare a segno nemmeno una volta e con il suo Benevento che a fine stagione si ritroverà retrocesso in Serie C. Infine, date le sue prestazioni del tutto opache, il club giallorosso decide di non riscattarlo e di rimandarlo alla Salernitana.

#### Ritorno alla Salernitana
Tornato alla base, ad agosto 2023 manda una lettera di diffida alla società chiedendo il reintegro immediato in rosa, dopo aver rifiutato due offerte dalla Turchia. Il 2 ottobre 2023, a causa delle varie assenze nel reparto offensivo, viene ufficialmente reintegrato in rosa dal tecnico Paulo Sousa. Tornerà a disputare una gara ufficiale con la maglia granata 29 giorni dopo, subentrando a Chukwubuikem Ikwuemesi al 65' minuto di una gara vinta per 4-0 in casa contro la Sampdoria, valida per i sedicesimi di Coppa Italia. Il nigeriano ha deciso di vestire la maglia numero 9. Ritorna al gol il 10 dicembre, nella sconfitta per 1-2 contro il Bologna. Termina l'annata mettendo a segno la sua prima doppietta in maglia granata, in un pareggio esterno contro il Milan (3-3).
Comincia la nuova stagione il 12 agosto 2024 subentrando al minuto 74' a Mamadou Coulibaly nella gara vinta ai calci di rigore contro lo Spezia, valida per i trentaduesimi di Coppa Italia. Il 27 agosto successivo mette a segno la sua prima rete stagionale, aprendo le marcature di una gara contro la Sampdoria dopo appena 15 secondi di gioco. Il nigeriano termina l'annata con un totale di 27 presenze e 6 reti, non riuscendo a salvare la propria squadra dalla retrocessione in Serie C.

### Nazionale
Nella primavera 2018, il rendimento tenuto al Crotone gli frutta la convocazione in nazionale all'età di 26 anni. Esordisce il 28 maggio, giocando l'intera amichevole contro il Congo. Selezionato per il campionato mondiale del 2018, disputa da subentrante due partite della fase a gironi. L'11 settembre 2018 realizza il primo gol in nazionale, nella partita amichevole vinta per 1-2 in casa della Liberia.

## Statistiche

### Presenze e reti nei club
Statistiche aggiornate al 22 giugno 2025.
| Stagione            | Squadra             | Campionato          | Campionato | Campionato | Coppe nazionali | Coppe nazionali | Coppe nazionali | Coppe continentali | Coppe continentali | Coppe continentali | Altre coppe | Altre coppe | Altre coppe | Totale | Totale |
| Stagione            | Squadra             | Comp                | Pres       | Reti       | Comp            | Pres            | Reti            | Comp               | Pres               | Reti               | Comp        | Pres        | Reti        | Pres   | Reti   |
| ------------------- | ------------------- | ------------------- | ---------- | ---------- | --------------- | --------------- | --------------- | ------------------ | ------------------ | ------------------ | ----------- | ----------- | ----------- | ------ | ------ |
| 2011-2012           | Portimonense        | SL                  | 23         | 5          | CP+CdL          | 2+6             | 0+1             | -                  | -                  | -                  | -           | -           | -           | 31     | 6      |
| 2012-2013           | Portimonense        | SL                  | 32         | 12         | CP+CdL          | 2+3             | 1+0             | -                  | -                  | -                  | -           | -           | -           | 37     | 13     |
| Totale Portimonense | Totale Portimonense | Totale Portimonense | 55         | 17         |                 | 13              | 2               |                    | -                  | -                  |             | -           | -           | 68     | 19     |
| 2013-2014           | Gil Vicente         | PL                  | 15         | 0          | CP+CdL          | 1+5             | 0               | -                  | -                  | -                  | -           | -           | -           | 21     | 0      |
| 2014-2015           | Gil Vicente         | PL                  | 30         | 9          | CP+CdL          | 4+2             | 1+1             | -                  | -                  | -                  | -           | -           | -           | 36     | 11     |
| 2015-2016           | Gil Vicente         | SL                  | 43         | 20         | CP+CdL          | 3+0             | 0               | -                  | -                  | -                  | -           | -           | -           | 46     | 20     |
| Totale Gil Vicente  | Totale Gil Vicente  | Totale Gil Vicente  | 88         | 29         |                 | 15              | 2               |                    | -                  | -                  |             | -           | -           | 103    | 31     |
| 2016-2017           | Crotone             | A                   | 21         | 3          | CI              | 1               | 1               | -                  | -                  | -                  | -           | -           | -           | 22     | 4      |
| 2017-2018           | Crotone             | A                   | 23         | 7          | CI              | 1               | 0               | -                  | -                  | -                  | -           | -           | -           | 24     | 7      |
| 2018-2019           | Crotone             | B                   | 33         | 14         | CI              | 3               | 0               | -                  | -                  | -                  | -           | -           | -           | 36     | 14     |
| 2019-2020           | Crotone             | B                   | 37         | 20         | CI              | 1               | 1               | -                  | -                  | -                  | -           | -           | -           | 38     | 21     |
| 2020-2021           | Crotone             | A                   | 38         | 20         | CI              | 1               | 0               | -                  | -                  | -                  | -           | -           | -           | 39     | 20     |
| Totale Crotone      | Totale Crotone      | Totale Crotone      | 152        | 64         |                 | 7               | 2               |                    | -                  | -                  |             | -           | -           | 159    | 66     |
| 2021-gen. 2022      | Salernitana         | A                   | 19         | 1          | CI              | 1               | 0               | -                  | -                  | -                  | -           | -           | -           | 20     | 1      |
| gen.-giu. 2022      | Parma               | B                   | 12         | 1          | CI              | -               | -               | -                  | -                  | -                  | -           | -           | -           | 12     | 1      |
| 2022-2023           | Benevento           | B                   | 22         | 0          | CI              | 0               | 0               | -                  | -                  | -                  | -           | -           | -           | 22     | 0      |
| 2023-2024           | Salernitana         | A                   | 15         | 3          | CI              | 2               | 0               | -                  | -                  | -                  | -           | -           | -           | 17     | 3      |
| 2024-2025           | Salernitana         | B                   | 23+2       | 5          | CI              | 2               | 1               | -                  | -                  | -                  | -           | -           | -           | 27     | 6      |
| Totale Salernitana  | Totale Salernitana  | Totale Salernitana  | 59         | 9          |                 | 5               | 1               |                    | -                  | -                  |             | -           | -           | 64     | 10     |
| Totale carriera     | Totale carriera     | Totale carriera     | 388        | 120        |                 | 40              | 8               |                    | -                  | -                  |             | -           | -           | 428    | 128    |

### Cronologia presenze e reti in nazionale
| Cronologia completa delle presenze e delle reti in nazionale ― Nigeria | Cronologia completa delle presenze e delle reti in nazionale ― Nigeria | Cronologia completa delle presenze e delle reti in nazionale ― Nigeria | Cronologia completa delle presenze e delle reti in nazionale ― Nigeria | Cronologia completa delle presenze e delle reti in nazionale ― Nigeria | Cronologia completa delle presenze e delle reti in nazionale ― Nigeria | Cronologia completa delle presenze e delle reti in nazionale ― Nigeria | Cronologia completa delle presenze e delle reti in nazionale ― Nigeria |
| Data                                                                   | Città                                                                  | In casa                                                                | Risultato                                                              | Ospiti                                                                 | Competizione                                                           | Reti                                                                   | Note                                                                   |
| ---------------------------------------------------------------------- | ---------------------------------------------------------------------- | ---------------------------------------------------------------------- | ---------------------------------------------------------------------- | ---------------------------------------------------------------------- | ---------------------------------------------------------------------- | ---------------------------------------------------------------------- | ---------------------------------------------------------------------- |
| 28-5-2018                                                              | Port Harcourt                                                          | Nigeria                                                                | 1 – 1                                                                  | RD del Congo                                                           | Amichevole                                                             | -                                                                      |                                                                        |
| 6-6-2018                                                               | Schwechat                                                              | Nigeria                                                                | 0 – 1                                                                  | Rep. Ceca                                                              | Amichevole                                                             | -                                                                      | 69’                                                                    |
| 16-6-2018                                                              | Kaliningrad                                                            | Croazia                                                                | 2 – 0                                                                  | Nigeria                                                                | Mondiali 2018 - 1º turno                                               | -                                                                      | 88’                                                                    |
| 26-6-2018                                                              | San Pietroburgo                                                        | Nigeria                                                                | 1 – 2                                                                  | Argentina                                                              | Mondiali 2018 - 1º turno                                               | -                                                                      | 90+2’                                                                  |
| 11-9-2018                                                              | Monrovia                                                               | Liberia                                                                | 1 – 2                                                                  | Nigeria                                                                | Amichevole                                                             | 1                                                                      | 75’                                                                    |
| Totale                                                                 |                                                                        | Presenze                                                               | 5                                                                      |                                                                        | Reti                                                                   | 1                                                                      |                                                                        |

## Palmarès

### Individuale
- Capocannoniere della Segunda Liga: 1

2015-2016 (20 gol)
- Capocannoniere della Serie B: 1

2019-2020 (20 gol)